# Nereilinum squamosum
Nereilinum squamosum är en ringmaskart som beskrevs av Smirnov 1999. Nereilinum squamosum ingår i släktet Nereilinum och familjen skäggmaskar.
Artens utbredningsområde är Norra Ishavet. Inga underarter finns listade i Catalogue of Life.